# Seymour (Texas)
Pour les articles homonymes, voir Seymour.
Seymour est une ville du Texas, siège du comté de Baylor, aux États-Unis. Sa population était de 2 908 habitants en 2000. 

## Localisation
Elle se trouve au carrefour de sept principales autoroutes d'où son surnom de crossroads of North Texas. 

## Toponymie
La ville a donné son nom à l'ordre des Seymouriamorpha, des reptiles qui ont disparu à la fin du Permien. 

## Météo
Le 12 août 1936, la température atteignit les 49 °C, soit le record de chaleur au Texas.

## Source
- (en) Cet article est partiellement ou en totalité issu de l’article de Wikipédia en anglais intitulé « Seymour, Texas » (voir la liste des auteurs).